# Міський стадіон (Гдиня)
«Міський стадіон у Гдині» (пол. «Stadion Miejski w Gdyni») — футбольний стадіон у місті Гдиня, Польща, домашня арена ФК «Арка» Гдиня.
Стадіон побудований та відкритий 2011 року на місці знесеного старого стадіону, який існував тут з 1964 року. Як футбольне поле територія використовувалася ще з 1938 року. При будівництві проект нової арени неодноразово піддавався критиці, оскільки дах над трибунами не перекривав всі глядацькі місця, а бетонні опори, які тримали цей дах, робили окремі місця непридатними для перегляду матчів, оскільки закривали вид на поле. Зважаючи на обмежений бюджет проекту, який фінансував муніципалітет Гдині, спорудження стадіону було завершено за тим же проектом, але із дахом, який покриває всі глядацькі місця на трибунах. Завершення будівництва планувалося на кінець 2010 року, однак через затримки під час зимових робіт, арену було відкрито лише у лютому 2011 року.